# Zeven sterren
Zeven sterren is het 213de stripverhaal van Jommeke. De reeks is getekend door striptekenaar Jef Nys. Scenarist is Jan Ruysbergh.

## Verhaal
Op een dag speelt Filiberke het hulpje van professor Gobelijn. Maar een paar tellen later laat Filiberke al het ganse laboratorium ontploffen. Onze professor zit zich de volgende dag te vervelen door het feit dat zijn laboratorium ontploft is. Hij besluit om een restaurant te openen. Filiberke wordt hulpkok van het restaurant  't Gobelijntje. Dit restaurant krijgt al rap zeven sterren voor de lekkere gerechten en de vriendelijke bediening. Het restaurant wordt wereldberoemd over de ganse wereld. Doch een jaloerse kok uit Frankrijk laat via zijn handlangers van alles mislukken in het restaurant van de professor. Zelfs ontvoeren ze een van de beroemde gasten van  't Gobelijntje, prinses Indarazada. Na speurwerk en aanwijzingen kunnen Jommeke en Filiberke prinses Indarazada al rap bevrijden. Tot slot is 't laboratorium van onze vriend hersteld. Uiteindelijk stopt Gobelijn dan ook maar als restaurantuitbater.